# Gele tubebij
De gele tubebij (Stelis signata) is een vliesvleugelig insect uit de familie Megachilidae. De wetenschappelijke naam van de soort is voor het eerst geldig gepubliceerd in 1809 door Latreille.